# Turanská nížina
Turanská nížina (též Turánská nížina, Túránská nížina, rusky Туранская низменность, Turanskaja nizmennosť, kazašsky Тұран ойпаты, Tūran ojpaty) je rozsáhlá oblast Střední Asie mezi Kaspickým mořem na západě, Uralem na severu, kazašskými vrchovinami a Ťan-šanem na východě a výběžky Hindúkuše na jihovýchodě. Od Kaspického moře je oddělena plošinou Ustjurt a s ní sousedícími celky. Na severozápadě k ní sahá výběžek uralského systému, rusky zvaný gory Mugodžary. Na severovýchodě je to Ulytau, výběžek Kazašské pahorkatiny. Na východě přechází v Betpak-Dalu („Hladovou step“), poušť Mojynkum a výběžky Ťan-šanu a Pamíro-Alaje. Vrchoviny na turkmensko-afghánských hranicích na jihovýchodě jsou již předhůřím Hindúkuše, na turkmensko-íránských hranicích se pak ostře zvedá Köpetdag.
V Turanské nížině leží vysychající Aralské jezero a velké pouště Karakum a Kyzylkum. Celá oblast má převážně pouštní či polopouštní charakter. Od severu k jihu se dělí na:
- Turgajskaja ložbina / Torgaj žylgasy
- Priaral'skie Karakumy / Aral ķaraķúmy
- Kyzylkum / Ķizilķum
- Zaunguzskie Karakumy
- Unguz
- Central'nye Karakumy

Nadmořská výška klesá až na -81 m v severozápadním Turkmenistánu (vpad Akdžakalaja) a stoupá až na 244 m v severovýchodním Turkmenistánu. V uzbecké části pouště Kyzylkum je ale nížina přerušena osamělými masivy Bukantau (764) a Aktau (922). Celá Turanská nížina je bezodtoká oblast. Řeka Torgaj (Turgaj) na severu se ztrácí v poušti stejně jako další menší toky na okrajích. Oba hlavní veletoky, které nížinou protékají, Amudarja a Syrdarja, končí v Aralském jezeře.
V pliocénu a pleistocénu bylo území současné Turanské nížiny dnem obrovského Turanského moře, které bylo v některých obdobích spojeno se západosibiřským, černým a severodvinským mořem. K rozdělení Turanského moře na moderní Kaspické a Aralské moře došlo před ~ 2–3 tisíci lety.